# Coll del Barioz

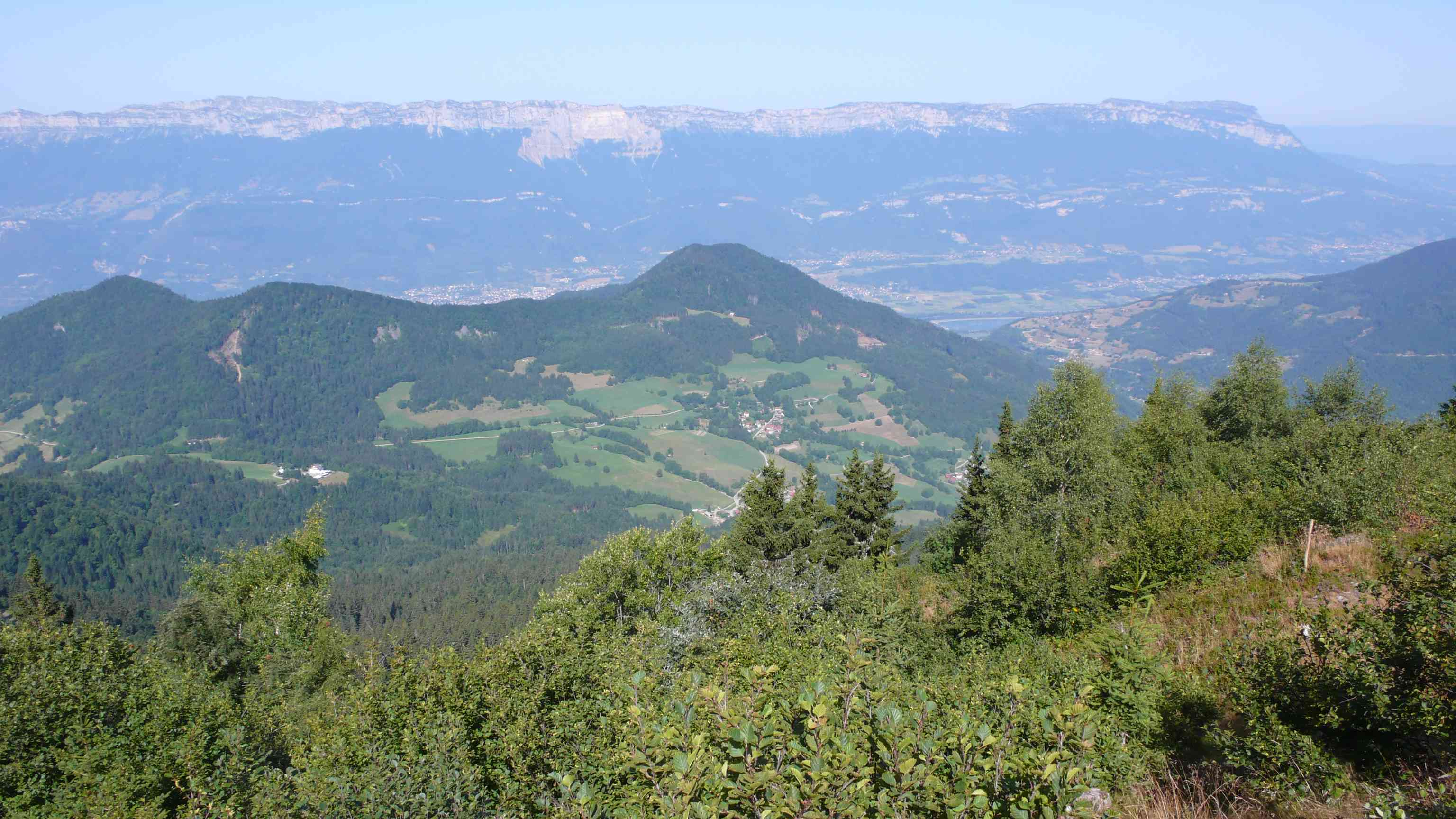
Vista del Coll del Barioz des del "crêt du Poulet".

El coll del Barioz és un coll dels Alps francesos. Situat a 1.042 m d'altitud, és el més alt dels colls que flanqueja la carretera departamental 280, anomenada «route des balcons de Belledonne », que, des dels anys 1930, connecta Allevard a Uriage passant pels pobles situats sobre les balconades oest del massís al llarg de la vall del Grésivaudan, a l'Isère.

## Geografia
El coll del Barioz, situat entre, a l'est, la crêt du Poulet (1.726 m) i la crêt Luisard (1.803 m) i, a l'oest, el cim de Barlet (1.285 m), està ubicat en el municipi de Theys, molt a prop del seu límit amb la dels Crêts en Belledonne. Connecta, amb aquesta darrera, la vila de Saint-Pierre-d' Allevard i els nombrosos caserius que s'escalonen al llarg del rierol du Salin, al nord, i al municipi de Theys, al sud.

## Història

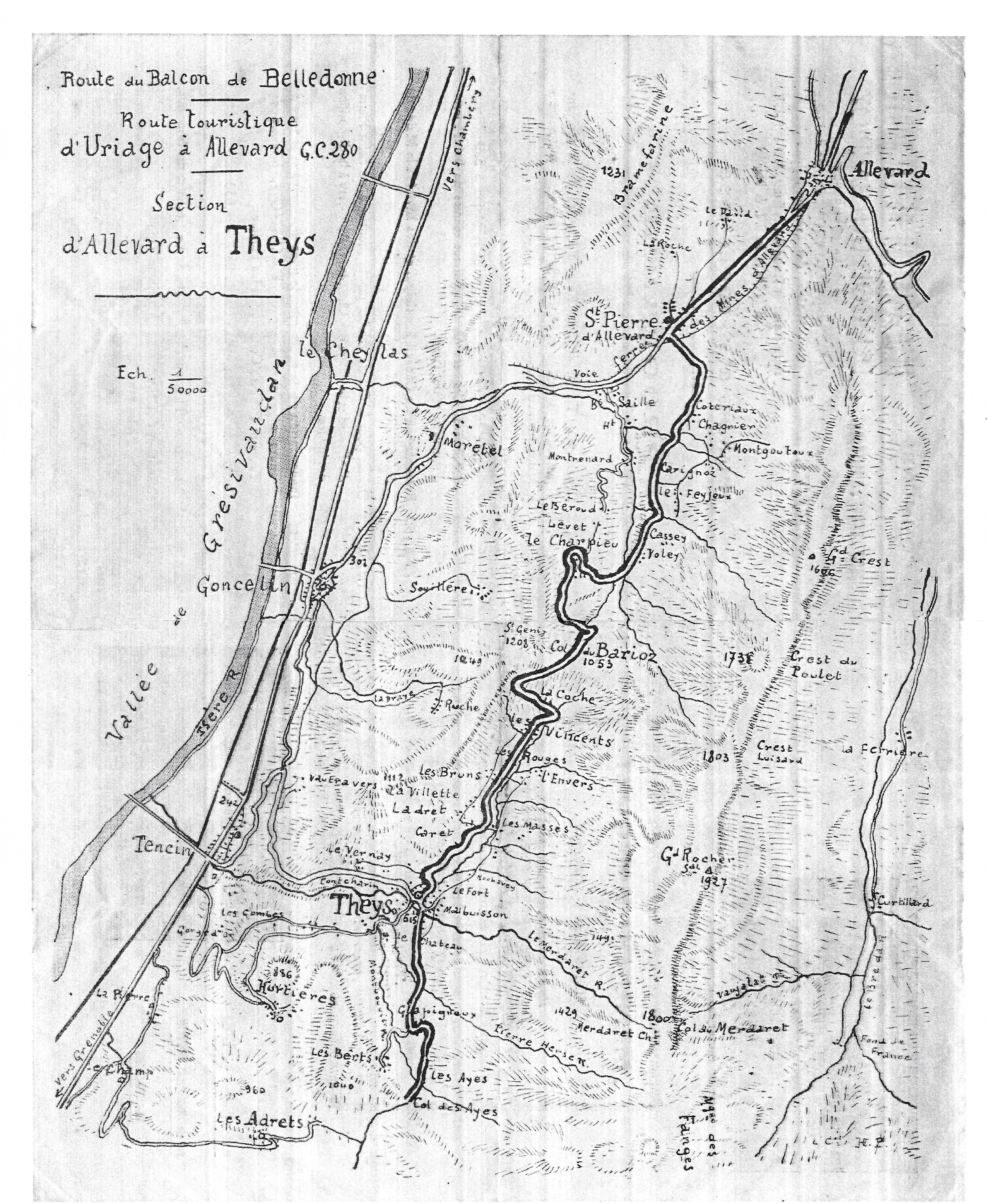
El primer tram, entra Allevard i Theys, de la nova carretera turística havent de connectar Allevard a Uriage (1931)

La història del coll del Barioz està lligada a la construcció ex nihilo de la carretera de les balconades de Belledonne, actual departamental 280, a partir de l'impuls del Touring Club de França i dels representants de les diverses comunes interessades pel projecte del qual Joseph Paganon, alcalde de Laval, conseller general del cantó de Goncelin, diputat des de 1924 i ministre dels "Travaux publics" entre gener del 1933 i juny del 1935. La creació d'aquesta carretera té un objectiu turístic: connectar els balnearis d'Allevard i d'Uriage per un itinerari agradable dominant la vall del Grésivaudan; té també un objectiu econòmic: connectar entre ells per una carretera transversal els pobles de les balconades de Belledonne que no comunicaven llavors pràcticament més que amb la vall del Grésivaudan.
Els treballs debuten l'any 1931 amb la construcció d'un primer tram entre Saint-Pierre d'Allevard i Theys. La seva inauguració té lloc en gran pompa al coll del Barioz, confluència entre les dues comunes, el 3 de setembre de 1933, en presència de nombroses personalitats locals i nacionals, d'entre les quals Edmond Chaix, president del TCF.

## Activitats
El coll permet l'accés a l'espai nòrdic del Barioz i a diversos senderes de gran recorregut, com el GRP del "Balcon des Sept-Laux.
Classificat en segona categoria, va ser franquejat pel Tour de França l'any 1980 (18a etapa : Morzine-Prapoutel) i l'any 1981 (20a etapa : Le Bourg d'Oisans-Le Pleynet).
El coll del Barioz, com la carretera de les balconades de Belledonne en el seu conjunt, és molt freqüentat pels motociclistes, els ciclistes i els cicloturistes Entre l'any 1985 i el 2006, tenia lloc, a l'abril, una cursa a peu dels 65 quilòmetres de carretera i 1.500 m de desnivell entre Allevard i Uriage.